# 聖母訪親女修會

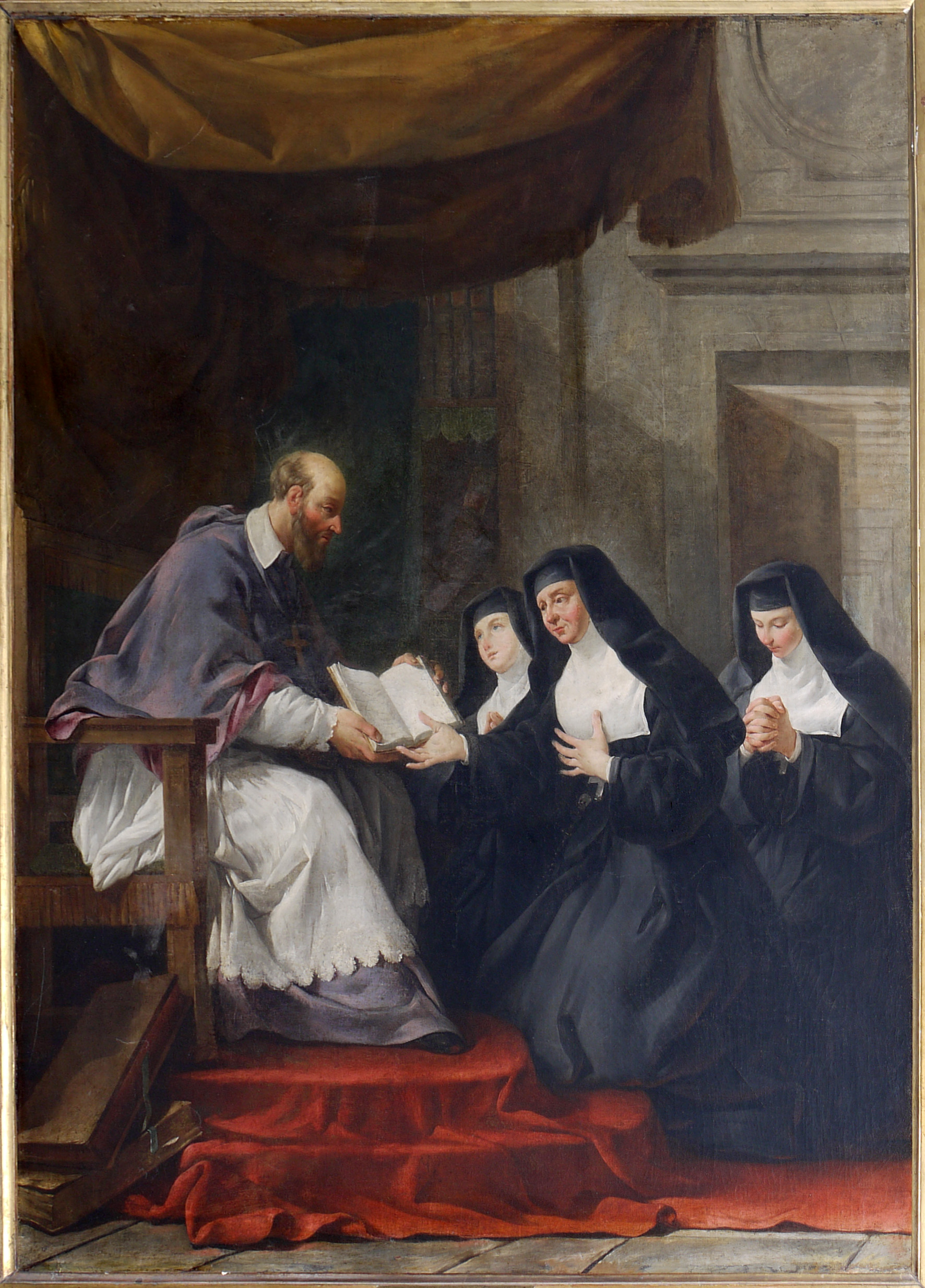
聖方濟各·沙雷氏將聖母訪親會會規交給聖方濟加·尚達爾

聖母訪親女修會（The Order of the Visitation of Holy Mary，簡稱 V.H.M.）是一個天主教的女性修會，該會於1610年由聖方濟各·沙雷氏和聖方濟加·尚達爾在法國上薩瓦省阿訥西創立。最初修會的創辦者讓修女仿傚聖母訪親，除初學期外，可以自由地出去輪流探望病人和窮人。後來教廷決定修女應留在修院，不應到處探訪。
1618年，教宗保祿五世給予聖母訪親女修會享有與其他修會所享有的權利，其後教宗烏爾班八世於1626年頒發教宗諭旨予以批准。

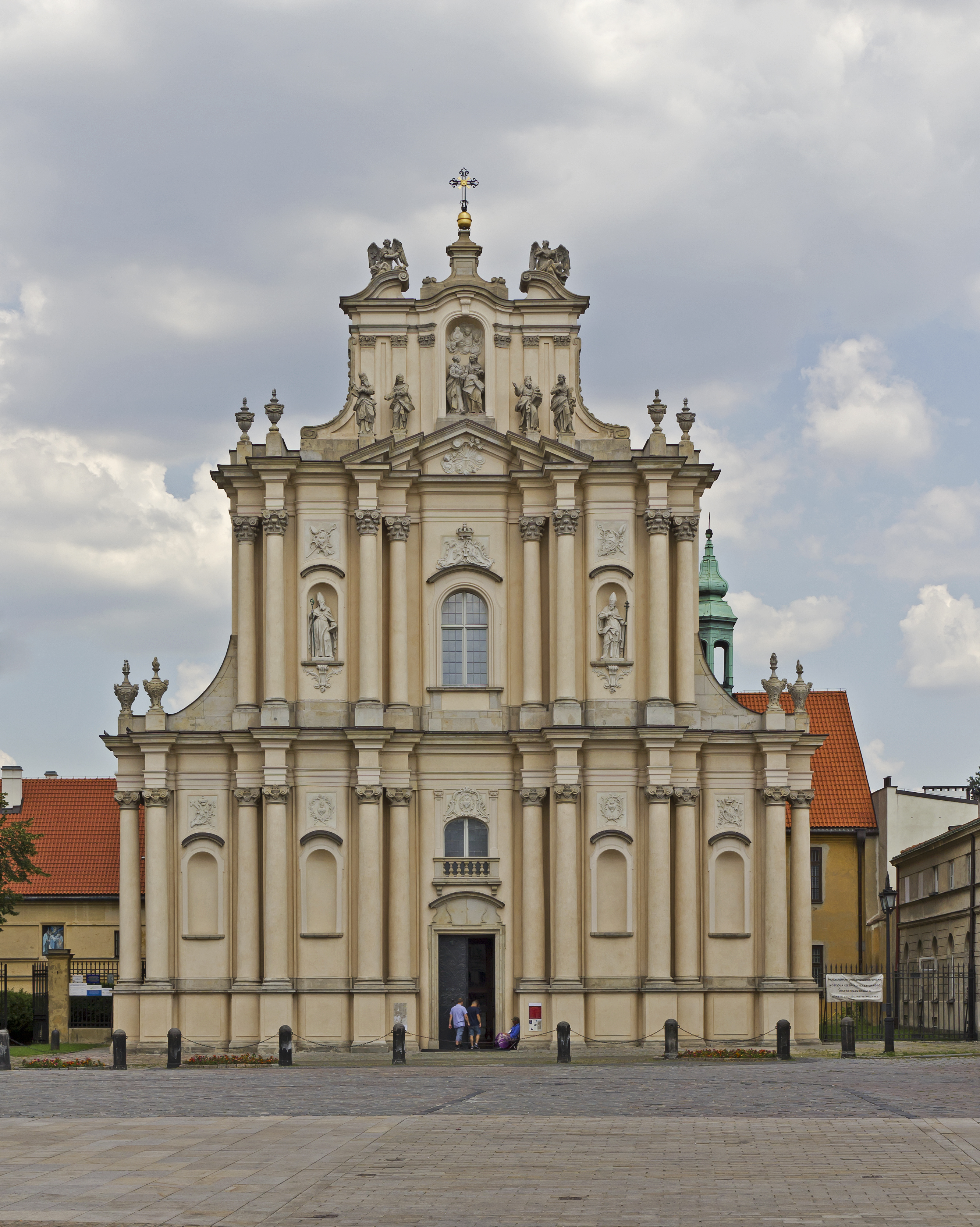
华沙圣母访亲女修会教堂

## 外部連結
- Visitation USA
- Visitation Annecy, France （页面存档备份，存于）
- Visitation Oberonning, Germany （页面存档备份，存于）
- Visitation Zangberg, Germany （页面存档备份，存于）
- Visitation Italy
- Visitation Korea （页面存档备份，存于）
- Georgetown Visitation Preparatory School, Washington, DC （页面存档备份，存于）
- Visitation Academy of Frederick
- Visitation Academy & Monastery, St. Louis, MO, USA